# Бжезьно (Вонґровецький повіт)
Бжезьно (пол. Brzeźno, нім. Briesen) — село в Польщі, у гміні Скоки Вонґровецького повіту Великопольського воєводства.
Населення — 130 осіб (2011).
У 1975-1998 роках село належало до Познанського воєводства.

## Демографія
Демографічна структура станом на 31 березня 2011 року:
|          | Загалом | Допрацездатний вік | Працездатний вік | Постпрацездатний вік |
| -------- | ------- | ------------------ | ---------------- | -------------------- |
| Чоловіки | 73      | 19                 | 50               | 4                    |
| Жінки    | 57      | 7                  | 39               | 11                   |
| Разом    | 130     | 26                 | 89               | 15                   |